# イドルシア
イドルシア（イドルシア ファーマシューティカルズ、英: Idorsia Pharmaceuticals Ltd, Idorsia Ltd）は、睡眠障害やくも膜下出血などの疾患に関連する医薬品を開発する製薬企業。スイス・バーゼル近郊のAllschwilに本拠を置く。スイス証券取引所上場企業（SIX: IDIA）。

## 沿革
2017年3月、スイスの製薬会社アクテリオンの創業者で元CEOのジョン・ポール・クロゼール（Jean-Paul Clozel）を中心に設立された。同年1月のジョンソン・エンド・ジョンソンによるアクテリオンの買収発表後、アクテリオン社内で進められていた研究開発プロジェクトがスピンアウトする形で設立、6月に株式上場企業となった。ジョンソン・エンド・ジョンソンはイドルシアの株主の5％を保有している。
スイスの本社を中心に、日本・アメリカ・ドイツ・中国に研究開発拠点を持ち、現在は、ファブリー病、不眠症、治療抵抗性高血圧、動脈瘤性くも膜下出血、全身性エリテマトーデス、急性心筋梗塞を主要ターゲット疾患とした研究開発を行っている。ジョンソン・エンド・ジョンソン系列のヤンセンバイオテックや、スイスの大手製薬企業であるエフ・ホフマン・ラ・ロシュ、アメリカの専門医薬品企業のアンタレス・ファーマと、研究開発に関する提携関係を結んでいる。

## 日本法人
日本法人（イドルシアファーマシューティカルズジャパン株式会社）は、イドルシアの最初の外国法人として2018年6月、東京に設立された。くも膜下出血に伴う脳血管攣縮や睡眠障害などの疾患を対象とする臨床開発および薬剤の販売を行っている。2019年12月、持田製薬と不眠症治療薬の共同開発・販売に関するライセンス契約を締結した。